# Abwehrhysterie
Der Begriff Abwehrhysterie bezeichnet in der klassischen Psychoanalyse eine ätiologische Klasse von Hysterien, bei denen psychische Abwehr vorliegt. Er geht auf die Annahmen von Sigmund Freud zurück, der diese Klasse in seinen Beiträgen zu den „Studien über Hysterie“ von 1895 unmittelbar vor der Entwicklung des Konzepts der Verdrängung aufstellte. Der Begriff wird heute noch verwendet.
In der ursprünglichen Annahme basierte diese Klasse auf dem Mechanismus der Abwehr einer unverträglichen Repräsentanz. Freuds Ansicht nach kommt diese Unverträglichkeit durch eine bereits im Patienten vorhandene, hysterische Struktur zustande, die eine Abwehr entstehen lässt. Die unvereinbare Repräsentanz bleibe als Erinnerungsspur vorhanden und der ihr entrissene Affekt werde für eine somatische Innervation verwendet. Konversion der Erregung.
Diese Form der Hysterie wirke durch einen Verdrängungsmechanismus pathogen. Freud war 1895 der Ansicht, dass vermutlich ein Großteil aller hysterischen Patienten die Merkmale der Abwehrhysterie aufweist. Er suchte nach einer Möglichkeit, alle anderen hysterischen Phänomene hierunter einzuordnen. Dies wurde in der Entdeckung der psychischen Verdrängung aufgehoben.
Vergleiche auch:
- Hypnoidhysterie
- Retentionshysterie
- Konversionshysterie
- Verdrängung (Psychoanalyse)